# Grab des Tauchers

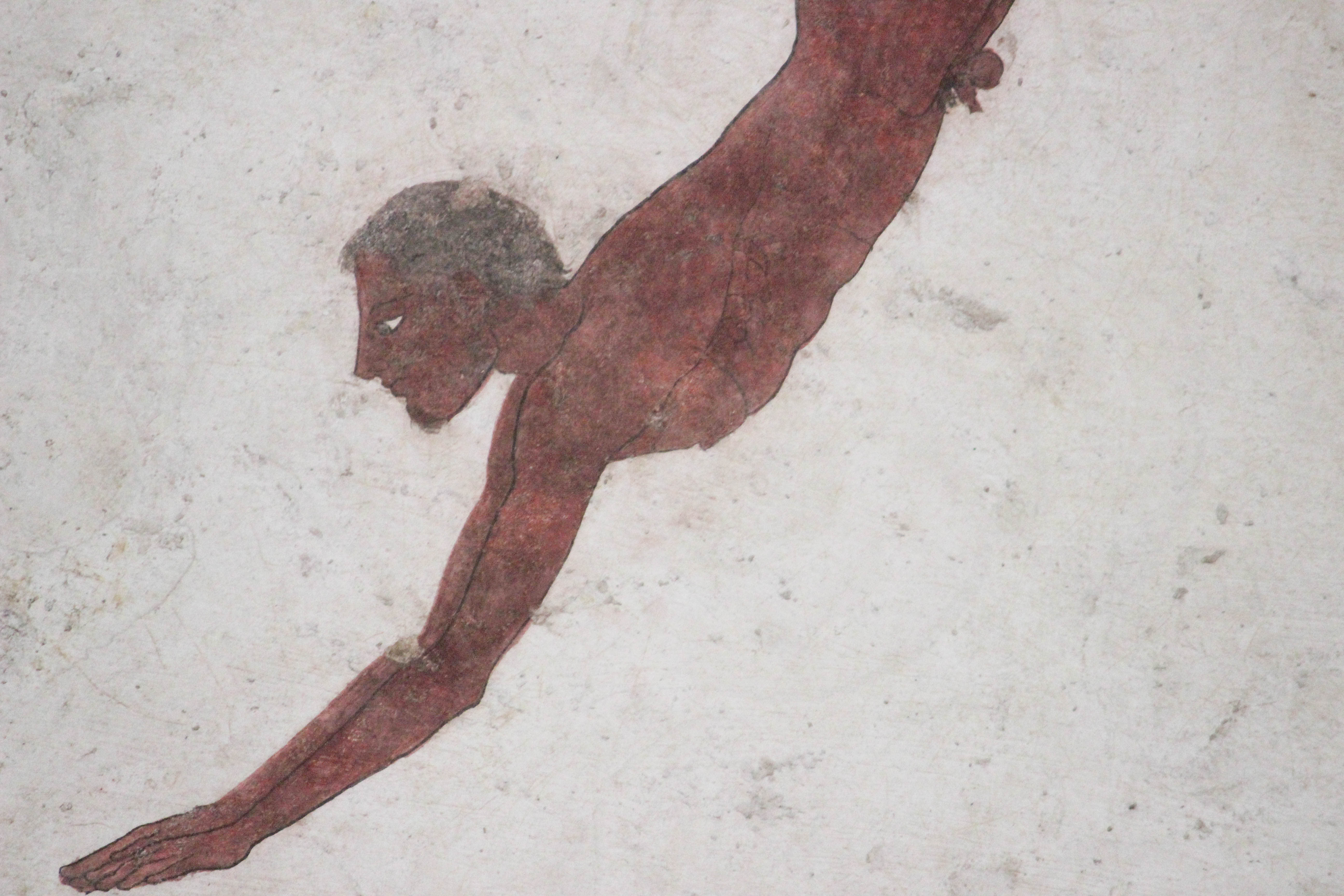
Malerei auf der Unterseite der Decke, Taucher

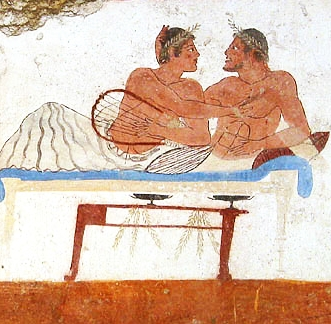
Nordwand, Ausschnitt

Das Grab des Tauchers (Tomba del Tuffatore) ist eine antike Grabanlage rund 1500 Meter südlich der Stadtmauer der unteritalischen Stadt Paestum (griechisch Poseidonia). Es handelt sich um eine kleine ausgemalte Grabkammer, die um 480/470 v. Chr. datiert wird. Die Malereien sind – von griechischer Vasenmalerei abgesehen – das einzige Beispiel figürlicher griechischer Malerei aus dem 5. Jahrhundert v. Chr.

## Beschreibung
Die Grabkammer in der von Griechen gegründeten Stadt wurde im Juni 1968 von Mario Napoli entdeckt und 1970 durch eine Monographie ausführlich der Öffentlichkeit vorgestellt. Sie enthielt die Reste einer Person, von deren Skelett zwar nur wenig erhalten war, die jedoch gemeinhin als junger Mann gedeutet wird. Als Grabbeigaben fanden sich lediglich eine Lekythos, zwei Aryballoi und ein Schildkrötenpanzer, der möglicherweise als Klangkörper einer Lyra diente. Anhand der Lekythos wird das Grab in die Jahre von 480 bis 470 v. Chr. datiert. Die eigentliche Kammer ist etwa 2,25 × 1,00 Meter groß und besteht aus vier Steinplatten für die Wände und einer Steinplatte als Abdeckung. Die Malereien auf den vier Wänden und auf dem Dach sind in echter Freskotechnik ausgeführt. Die Steinblöcke wurden mit Putz überzogen, in den die Umrisse der Figuren eingeritzt und dann im noch nassen Putz ausgemalt wurden. Die verwendeten Farben sind Schwarz, Rot, Blau, Grün und Weiß. Nacktes Fleisch hat meist schwarze Umrisslinien, während Details in zwei Rottönen gezeichnet sind.
Die Malereien zeigen ein Symposion. Auf Nord- und Südseite finden sich zusammen zehn Männer auf sechs Klinen. Auf der westlichen Kurzseite kommt (oder geht?) ein weiterer Gast, er wird von einem Mann in einem Himation und einem Mädchen mit Flöte begleitet. Die Ostseite zeigt einen Diener neben einem Krater – einem Mischgefäß für Wein.
Die Darstellungen sind typisch griechisch. Vier Männerpaare liegen jeweils auf einer Kline, zwei weitere Männer sind allein auf einer Kline gelagert. Bei den Paaren handelt es sich jeweils um einen älteren und einen jungen, bartlosen Mann. Zwei der jüngeren sind Musiker, einer von ihnen spielt eine Doppelflöte, während der andere eine Lyra in der Hand hält. Auf der Nordwand sieht man einen älteren Mann, der dem jüngeren an den Kopf fasst, während dieser ihm die Brust streichelt oder ihn wegzustoßen versucht. Ein weiterer junger Mann spielt Kottabos – ein oft bei Trinkgelagen gespieltes Geschicklichkeitsspiel. Ikonographie und Ausführung sind vermutlich von attischer Vasenmalerei beeinflusst. Auch die homoerotischen Komponenten der Darstellungen passen gut zu athenischen Sujets dieser Zeit. Die berühmteste Darstellung des Grabes zeigt einen jungen Mann, der von einem Turm ins Wasser springt und nach dem die Grabanlage benannt ist. Traditionell wird diese Szene häufig als Symbol für den Tod gedeutet, bei dem man durch einen „Sprung ins Ungewisse“ in ein besseres Leben übergehe. Tonio Hölscher erklärt das Bild in einer 2021 erschienenen Neuinterpretation dagegen als Darstellung der Freiheit griechischer Jugendlicher (Epheben) vor dem unumkehrbaren Eintritt in das Erwachsenenleben.
Dimitris Plantzos zufolge ist die Szene des Tauchers im Gegensatz zu den anderen Gemälden des Grabes eher ungriechisch und könnte von etruskischen Malereien beeinflusst sein. Daher vermutet er, dass es sich bei dem Bestatteten um einen Etrusker handelte, der in Paestum lebte und starb; es könne sich aber auch um einen Griechen gehandelt haben, der von etruskischen Grabmalereien beeindruckt war.
Das Grab gehört heute zur Sammlung des Archäologischen Nationalmuseums in Paestum.

## Galerie

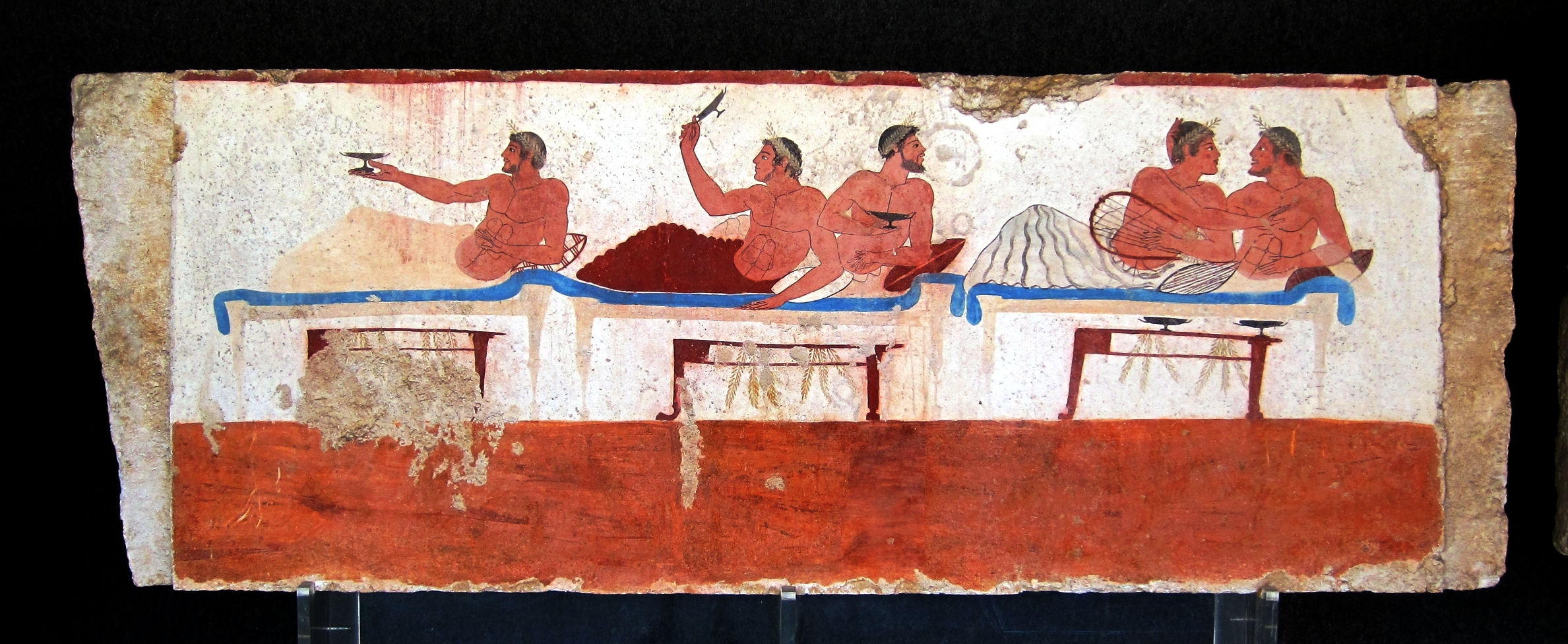
Nordwand
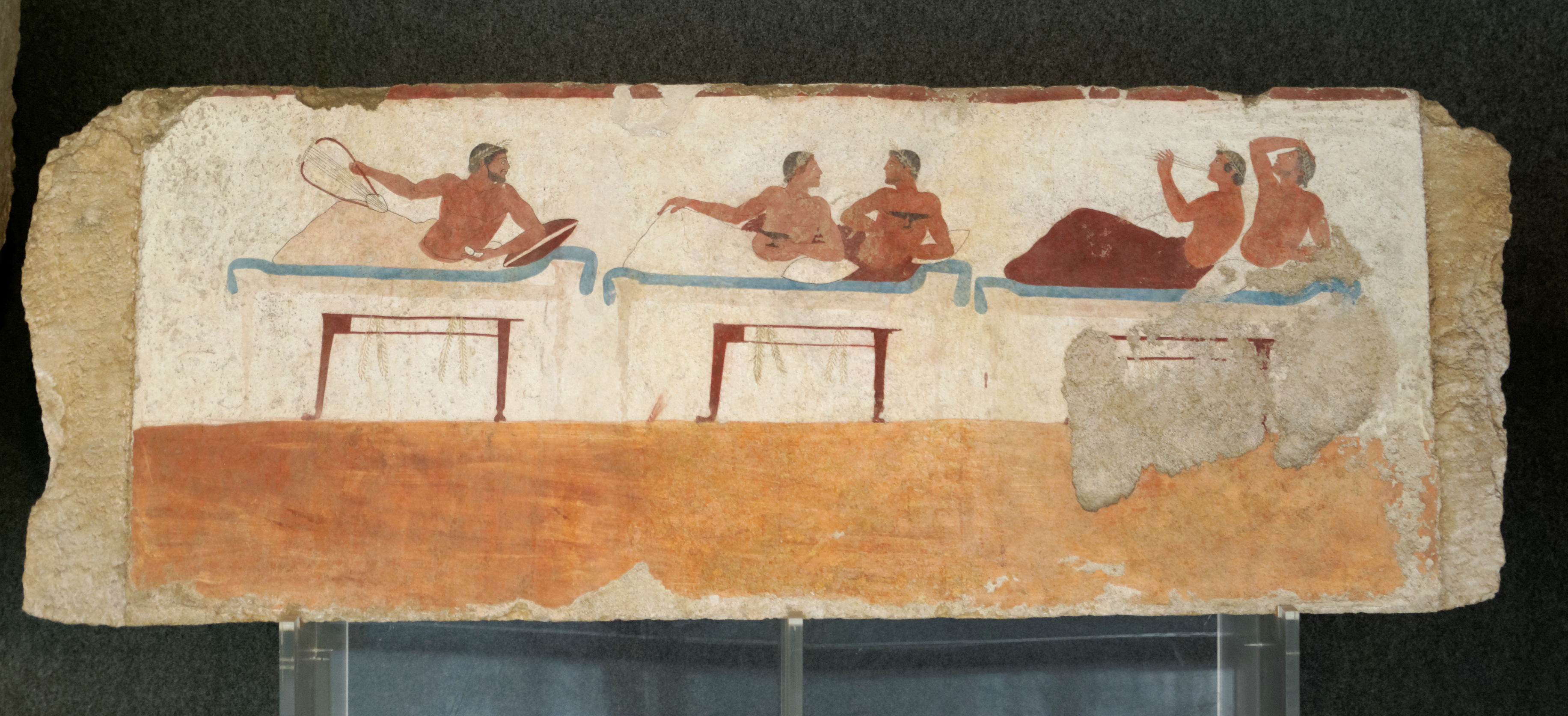
Südwand
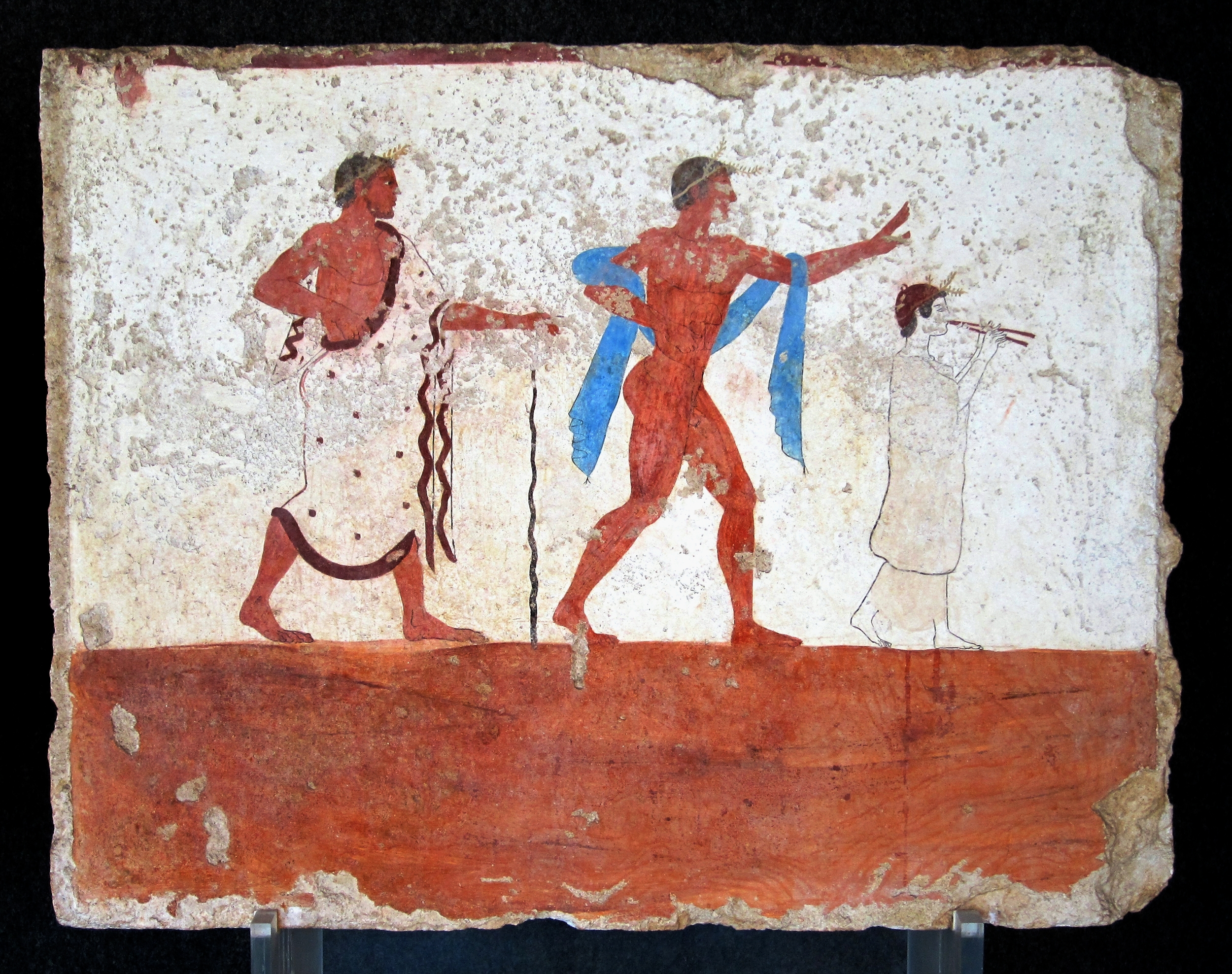
Westwand
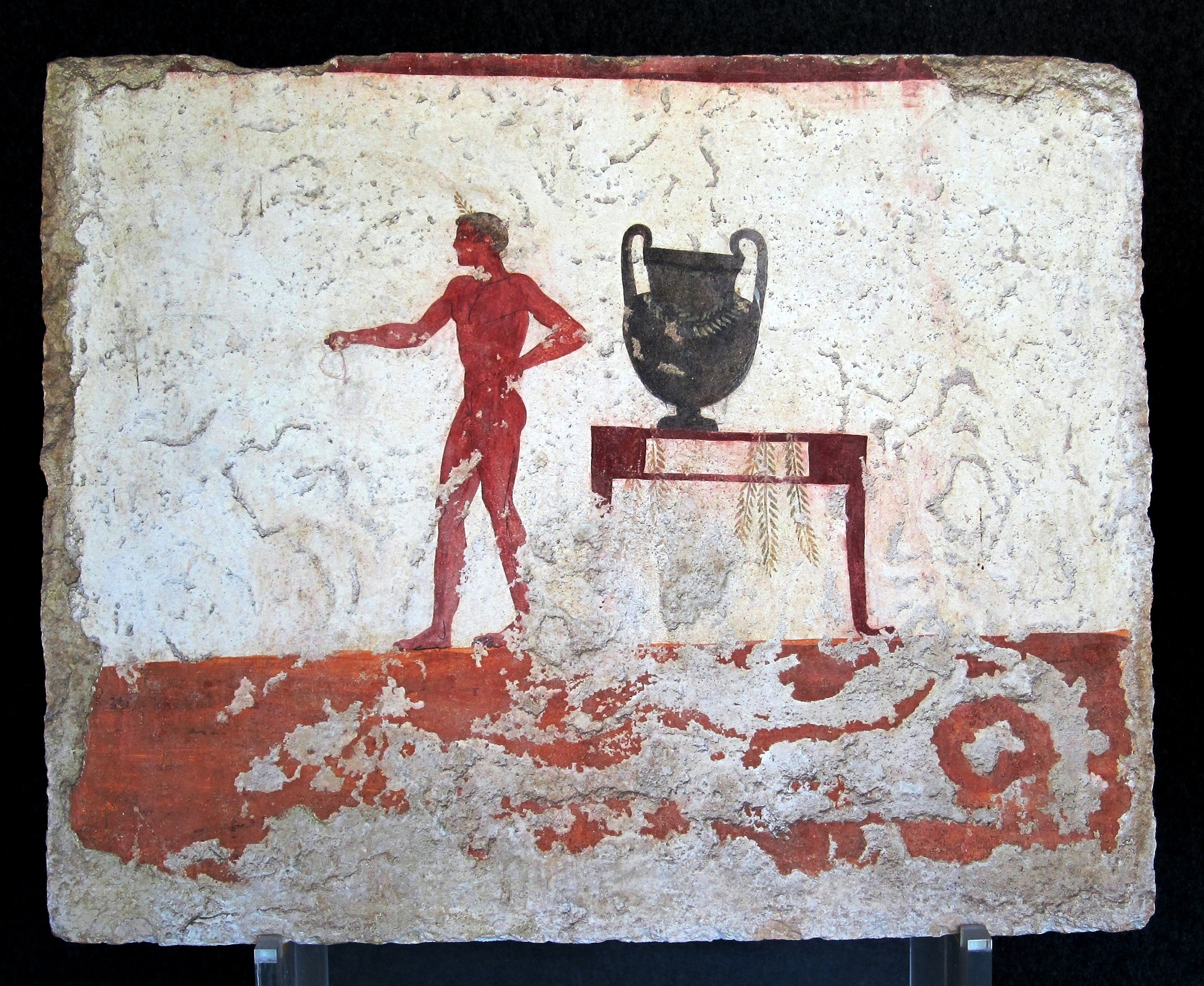
Ostwand
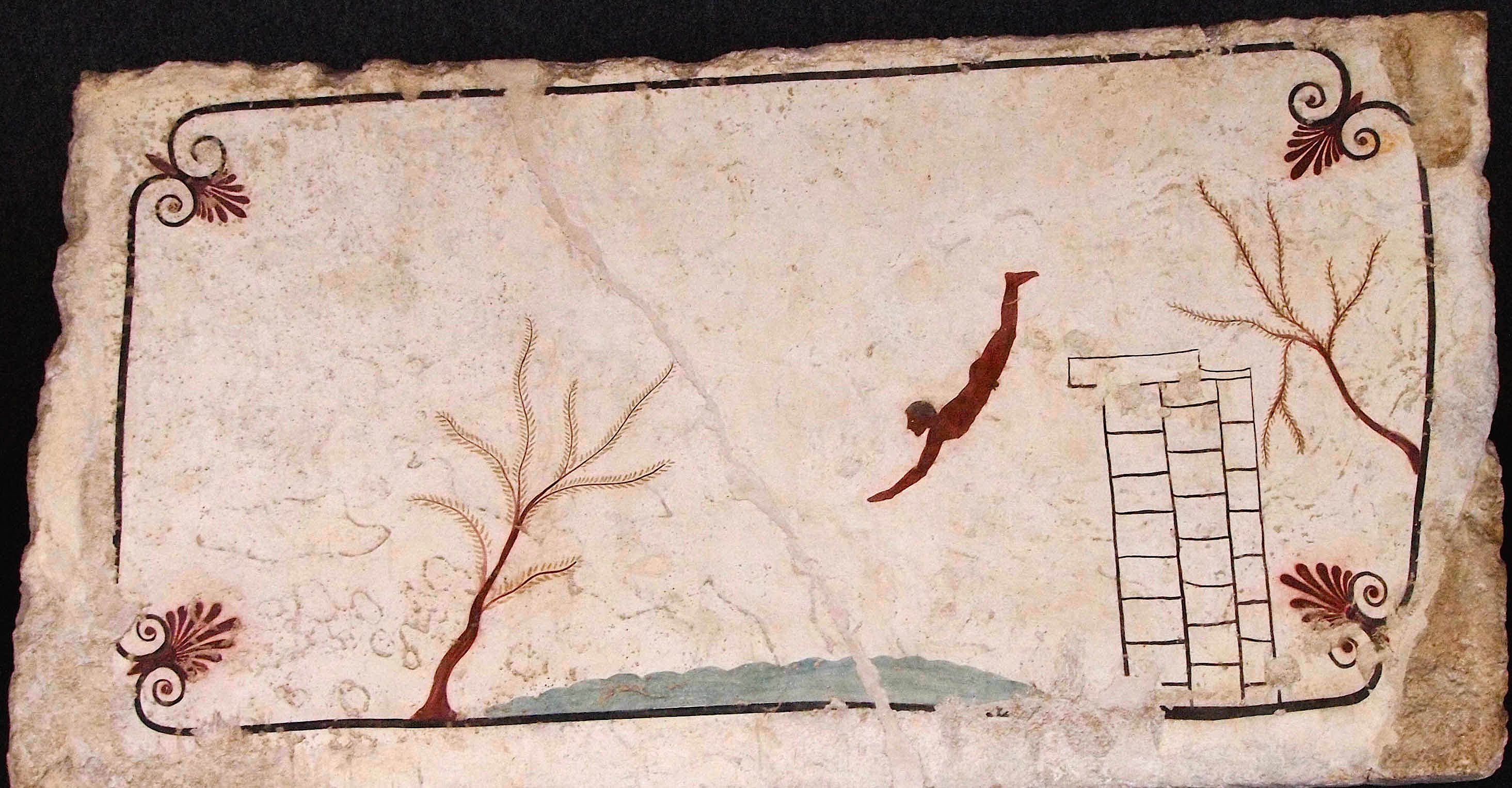
Dach